# Karel Treybal
Karel Treybal (2 de febrer de 1885 – 2 d'octubre de 1941) fou un destacat jugador d'escacs txecoslovac durant els anys 1920. Va néixer a Kotopeky, un poble al sud-oest de Praga, a la Bohèmia central. Va fer estudis d'advocacia, i va exercir com a jutge local a Velvary, un petit poble prop de Praga. Era el germà petit de František Treybal qui també fou un destacat jugador d'escacs txecoslovac. Malgrat que els escacs no eren la seva professió, el seu nivell de joc era molt alt, fins al punt que va estar entre els 50 millors jugadors del món durant molts anys.

## Resultats destacats en competició
El 1905, va empatar als llocs 3r-4t al Campionat d'escacs de Txèquia a Praga (el campió fou Oldřich Duras). El 1907, empatà als llocs 2n a 4t a Brno (segon campionat txec); el campió fou František Treybal). El 1908, va guanyar a Praga (el torneig B). El 1909 fou segon, rere Duras, al tercer campionat txec, a Praga. El 1921, ja després de la formació de Txecoslovàquia va empatar als llocs 1r-3r amb Karel Hromádka i Ladislav Prokeš al Campionat d'escacs de Txecoslovàquia de Brno.
El més gran èxit internacional de Treybal fou l'empa tals llocs 6è-7è amb Aron Nimzowitsch al fort Torneig de Carlsbad, empatat amb Aron Nimzowitsch, i on va signar una victòria davant el proper Campió del Món Aleksandr Alekhin, que seria també el campió del torneig.
El 1928 Treybal va participar a títol individual en el Campionat del món d'escacs d'aficionats que se celebrà durant la II Olimpíada d'escacs no oficial a La Haia, on quedà en 5è lloc (el campió fou Max Euwe). El 1929 fou 15è al fort Torneig de Carlsbad (el campió fou Aron Nimzowitsch).
Per equips, va defensar Txecoslovàquia en tres Olimpíades d'escacs jugades entre el 1930 i el 1935.
| Any  | Olimpíada     | Ciutat     | Tauler | Guanyades | Perdudes | Taules |
| ---- | ------------- | ---------- | ------ | --------- | -------- | ------ |
| 1930 | III Olimpíada | Hamburg    | 2n     | 3         | 4        | 6      |
| 1933 | V Olimpíada   | Folkestone | 2n     | 4         | 3        | 5      |
| 1935 | VI Olimpíada  | Varsòvia   | 4t     | 5         | 1        | 9      |

A Folkestone 1933 l'equip txecoslovac va guanyar-hi la medalla de plata.
Treybal va morir durant l'ocupació nazi de Txecoslovàquia. Fou arrestat el 30 de maig de 1941, acusat de contraban amb armes implicades amb la resistència, i de possessió il·legal d'armes. Fou condemnat a mort, i executat el 2 d'octubre.
El 1945, la revista txeca Šach va dedicar un número a Treybal, indicant que havia estat executat sumaríssimament, i que mai no s'havia implicat en política. Ladislav Prokeš va publicar el 1946, després de la mort de Treybal, una monografia sobre ell.